# Ivo Faenzi

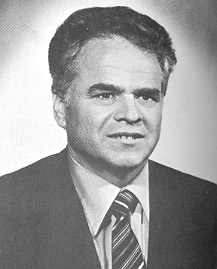
Ivo Faenzi

Ivo Faenzi (nascido em 19 de abril de 1932) é um político italiano que actuou como deputado em três legislaturas de 1972 a 1983.